# Депутати ВР УРСР 3-го скликання
| Прізвище, ім'я, по-батькові          | Де обрано                    | Виборчий округ                       | Посада на час обрання | Примітки                                                              |
| ------------------------------------ | ---------------------------- | ------------------------------------ | --- | --------------------------------------------------------------------- |
| Агеєнко Петро Михайлович             | Харківська область           | Золочівський                         | Головний лікар 1-ї Харківської клінічної лікарні                                                                                      |                                                                       |
| Аксентьєва Зінаїда Миколаївна        | Полтавська область           | Чутівський                           | Заступник директора Полтавської гравіметричної обсерваторії АН УРСР                                                                   |                                                                       |
| Александров Микола Михайлович        | Кіровоградська область       | Златопільський                       | Член Військової ради Київського військового округу — заступник командувача військ округу з політичної частини, генерал-майор          |                                                                       |
| Алексеєвський Євген Євгенович        | Запорізька область           | Пологівський                         | Міністр бавовництва УРСР |                                                                       |
| Ананченко Федір Гурійович            | Сталінська область           | Волноваський                         | Міністр соціального забезпечення УРСР                                                                                                 |                                                                       |
| Андрєєв Андрій Андрійович            | Вінницька область            | Вінницький міський                   | Заступник голови Ради Міністрів СРСР                                                                                                  |                                                                       |
| Андріанов Сергій Миколайович         | Херсонська область           | Каховський                           | Начальник управління «Дніпробуду» |                                                                       |
| Балакін Федір Микитович              | Дніпропетровська область     | Амур-Нижньодніпровський міський      | Директор Нижньодніпровського трубопрокатного заводу імені Карла Лібкнехта міста Дніпропетровська                                      |                                                                       |
| Балюк Марко Миколайович              | Київська область             | Богуславський                        | Військовий політпрацівник, генерал-майор                                                                                              |                                                                       |
| Бантос Ніна Георгіївна               | Київська область             | Корсунь-Шевченківський               | Вчителька Корсунь-Шевченківської середньої школи № 2                                                                                  |                                                                       |
| Баранов Кузьма Васильович            | Сталінська область           | Сталіно-Заводський                   | Директор Сталінського металургійного заводу імені Сталіна                                                                             |                                                                       |
| Барановський Анатолій Максимович     | Полтавська область           | Решетилівський                       | Заступник голови Ради Міністрів УРСР                                                                                                  |                                                                       |
| Барильник Тимофій Григорович         | Херсонська область           | Нижньо-Сірогозький                   | Голова виконкому Херсонської обласної ради                                                                                            |                                                                       |
| Бачевська Надія Михайлівна           | Житомирська область          | Житомирський міський                 | Вчителька Житомирської чоловічої середньої школи № 25                                                                                 |                                                                       |
| Баштик Уляна Данилівна               | Львівська область            | Радехівський                         | Голова колгоспу імені Сталіна Сокальського району                                                                                     |                                                                       |
| Бердега Василь Улянович              | Кам'янець-Подільська область | Городоцький                          | Машиніст молотарки, комбайнер Зіньківської МТС Віньковецького району                                                                  |                                                                       |
| Береза Олена Григорівна              | Полтавська область           | Яготинський                          | Ланкова колгоспу «Паризька Комуна» Яготинського району                                                                                |                                                                       |
| Берія Лаврентій Павлович             | Сталінська область           | Куйбишевський                        | Заступник голови Ради Міністрів СРСР                                                                                                  | 12 липня 1953 позбавлений повноважень                                 |
| Беркета Ольга Петрівна               | Львівська область            | Олеський                             | Заступник голови колгоспу «Перемога» села Балучин Краснянського району                                                                |                                                                       |
| Безкоровайний Макар Кіндратович      | Дніпропетровська область     | Марганецький                         | Помічник завідувача шахти № 12–15 рудоуправління імені Ворошилова                                                                     |                                                                       |
| Бєлогуров Микола Кіндратович         | Житомирська область          | Малинський                           | Завідувач відділу пропаганди і агітації ЦК КП(б)У                                                                                     |                                                                       |
| Бикова Поліна Юхимівна               | Кіровоградська область       | Ново-Український                     | Голова колгоспу імені Калініна Рівнянського району                                                                                    |                                                                       |
| Бідненко Ганна Федотівна             | Київська область             | Бориспільський                       | Ланкова колгоспу імені Васильєва Димерського району                                                                                   |                                                                       |
| Бібіков Василь Миколайович           | Особливий округ              |                                      | Командувач 59-ї повітряної армії Центральної групи військ, генерал-майор авіації                                                      |                                                                       |
| Білоус Анатолій Кононович            | Вінницька область            | Могилів-Подільський                  | Водій Могилів-Подільської автороти «Союззаготтрансу»                                                                                  |                                                                       |
| Блятон Микола Григорович             | Кам'янець-Подільська область | Антонінський                         | Голова виконкому Кам'янець-Подільської обласної ради                                                                                  |                                                                       |
| Богданов Віктор Миколайович          | Вінницька область            | Козятинський                         | Машиніст паровозного депо станції Козятин                                                                                             |                                                                       |
| Богданова Олександра Андріївна       | Дніпропетровська область     | Синельниківський                     | Голова Дніпропетровського обласного суду                                                                                              |                                                                       |
| Бойко (Трошева) Катерина Павлівна    | Дніпропетровська область     | Нікопольський                        | Оператор калібрувального стану цеху № 2 Нікопольського Південнотрубного заводу                                                        |                                                                       |
| Бойко Давид Васильович               | Кам'янець-Подільська область | Чемеровецький                        | Голова колгоспу імені Леніна Чемеровецького району                                                                                    |                                                                       |
| Бондарєва Домна Василівна            | Ворошиловградська область    | Білокуракинський                     | Комбайнер Ново-Білянської МТС Білолуцького району                                                                                     |                                                                       |
| Ботвинов Олександр Гнатович          | Одеська область              | Котовський                           | 1-й секретар Котовського райкому КП(б)У                                                                                               |                                                                       |
| Бочкін Андрій Юхимович               | Запорізька область           | Ново-Василівський                    | Начальник управління «Укрводбуду» |                                                                       |
| Бризгалов Михайло Васильович         | Сталінська область           | Приморський                          | 1-й секретар Тельманівського райкому КП(б)У                                                                                           |                                                                       |
| Бубновський Микита Дмитрович         | Київська область             | Шполянський                          | Голова виконкому Київської обласної ради                                                                                              |                                                                       |
| Булаховський Леонід Арсенович        | Кам'янець-Подільська область | Проскурівський                       | Директор Інституту мовознавства імені Потебні АН УРСР                                                                                 |                                                                       |
| Булганін Микола Олександрович        | Запорізька область           | Осипенківський                       | 1-й заступник голови Ради Міністрів СРСР                                                                                              |                                                                       |
| Булдович Роман Єлисейович            | Чернівецька область          | Новоселицький                        | Слухач курсів перепідготовки при ЦК ВКП(б)                                                                                            |                                                                       |
| Бунчук Іван Гордійович               | Миколаївська область         | Баштанський                          | Голова колгоспу імені Хрущова Снігурівського району                                                                                   |                                                                       |
| Бурдейний Олексій Семенович          | Житомирська область          | Андрушівський                        | Командувач 8-ї механізованої армії Прикарпатського військового округу, генерал-лейтенант танкових військ                              |                                                                       |
| Бушнєв Сергій Дмитрович              | Ворошиловградська область    | Рубіжанський                         | Директор Рубіжанського хімічного комбінату                                                                                            |                                                                       |
| Буя Йосип Юрійович                   | Львівська область            | Львівський-Шевченківський            | Майстер вагоноремонтного заводу Львівського трамвайного парку                                                                         |                                                                       |
| Вакуленко Парасковія Степанівна      | Вінницька область            | Немирівський                         | Ланкова колгоспу імені Петровського Немирівського району                                                                              |                                                                       |
| Вакуловська Оксана Олександрівна     | Миколаївська область         | Ново-Бузький                         | Вчителька Володимирівської середньої школи № 1 Володимирівського району                                                               |                                                                       |
| Ванденко Леонід Степанович           | Чернігівська область         | Семенівський                         | Голова виконкому Чернігівської обласної ради                                                                                          |                                                                       |
| Варфоломєєва Ганна Леонтіївна        | Кам'янець-Подільська область | Дунаєвецький                         | Інструктор прядильного цеху Дунаєвецької суконної фабрики імені Леніна                                                                |                                                                       |
| Вербівська Васса Кіндратівна         | Кіровоградська область       | Чигиринський                         | Вчителька Чигиринської семирічної школи № 3                                                                                           |                                                                       |
| Верьовка Марфа Іванівна              | Чернігівська область         | Мало-Дівицький                       | Вчителька Лосинівської середньої школи                                                                                                |                                                                       |
| Вишотравка Петруня Пилипівна         | Дрогобицька область          | Турківський                          | Голова виконкому Ільницької сільської ради Турківського району                                                                        |                                                                       |
| Вівдиченко Іван Іванович             | Житомирська область          | Коростишівський                      | Керуючий справами Ради Міністрів УРСР                                                                                                 |                                                                       |
| Вічорик Юлія Іванівна                | Дрогобицька область          | Рудківський                          | Завідувач Рудківського районного відділу соціального забезпечення                                                                     |                                                                       |
| Волков Павло Романович               | Сталінська область           | Єнакіївський сільський               | Заступник голови виконкому Сталінської обласної ради                                                                                  |                                                                       |
| Воронін Федір Миколайович            | Одеська область              | Балтський                            | Член Військової ради Одеського військового округу — заступник командувача військ округу з політичної частини, генерал-майор           |                                                                       |
| Вороніна Лідія Костянтинівна         | Харківська область           | Богодухівський                       | Агроном колгоспу імені Кагановича селища Старий Мерчик Богодухівського району                                                         |                                                                       |
| Ворошилов Климент Єфремович          | Кам'янець-Подільська область | Ново-Ушицький                        | Заступник голови Ради Міністрів СРСР                                                                                                  |                                                                       |
| Гайовий Антон Іванович               | Ворошиловградська область    | Кадіївський-Брянський                | 1-й секретар Ворошиловградського обкому КП(б)У                                                                                        |                                                                       |
| Гайдар Домна Антонівна               | Кіровоградська область       | Новгородківський                     | Агроном колгоспу «Більшовик» Долинського району                                                                                       |                                                                       |
| Гайша Євтихій Семенович              | Полтавська область           | Чорнобаївський                       | Директор Іркліївської МТС Іркліївського району                                                                                        |                                                                       |
| Галицький Кузьма Микитович           | Станіславська область        | Отинянський                          | Командувач військ Прикарпатського військового округу, генерал-полковник                                                               |                                                                       |
| Гамалій Марія Сергіївна              | Чернігівська область         | Борзнянський                         | Голова виконкому Долинської сільської ради Сосницького району                                                                         |                                                                       |
| Гапон Харитина Стахівна              | Волинська область            | Володимир-Волинський                 | Ланкова колгоспу «Комсомолець» Іваничівського району                                                                                  |                                                                       |
| Гарбузов Василь Федорович            | Чернігівська область         | Щорський                             | Голова Державної планової комісії при Раді Міністрів УРСР                                                                             |                                                                       |
| Герасименко Клавдія Петрівна         | Полтавська область           | Карлівський                          | Старший агроном Карлівської МТС Карлівського району                                                                                   |                                                                       |
| Глущенко Любов Михайлівна            | Сталінська область           | Дружківський                         | Директор Катерино-Олександрівської початкової школи Костянтинівського району                                                          |                                                                       |
| Гмиря Петро Арсентійович             | Ворошиловградська область    | Ворошиловський міський               | Директор Ворошиловського металургійного заводу імені Ворошилова                                                                       |                                                                       |
| Голіков Пилип Іванович               | Особливий округ              |                                      | Командувач Окремої механізованої армії Київського військового округу, генерал армії                                                   |                                                                       |
| Головчинський Йосип Степанович       | Тернопільська область        | Товстенський                         | Голова колгоспу «30-річчя Жовтня» Золото-Потіцького району                                                                            |                                                                       |
| Голубар Семен Григорович             | Дніпропетровська область     | Криворізький-Центрально-міський      | Начальник дільниці шахти «Нова» Криворізького рудника імені Карла Лібкнехта                                                           |                                                                       |
| Гончарова Ніна Маркіянівна           | Харківська область           | Вовчанський                          | Викладач Вовчанського педагогічного училища                                                                                           |                                                                       |
| Горєв Микола Олексійович             | Сумська область              | Роменський                           | Головний інженер, керуючий Роменського тресту «Укрнафторозвідка»                                                                      |                                                                       |
| Горишній Василь Акимович             | Ворошиловградська область    | Ворошиловський сільський             | Командир 4-ї гвардійської механізованої дивізії Київського військового округу, генерал-майор                                          |                                                                       |
| Горобець Іван Григорович             | Львівська область            | Львівський сільський                 | Слухач партійних курсів при ЦК ВКП(б); секретар Львівського обкому КП(б)У                                                             |                                                                       |
| Грек Іван Михайлович                 | Житомирська область          | Ємільчинський                        | Бригадир тракторної бригади Ємільчинської МТС Ємільчинського району                                                                   |                                                                       |
| Гречко Андрій Антонович              | Київська область             | Ржищівський                          | Командувач військ Київського військового округу, генерал-полковник                                                                    |                                                                       |
| Гречуха Михайло Сергійович           | Харківська область           | Харківський сільський                | Голова Президії Верховної Ради УРСР                                                                                                   |                                                                       |
| Григолінський Дмитро Федорович       | Станіславська область        | Городенківський                      | Голова колгоспу імені Сталіна Городенківського району                                                                                 |                                                                       |
| Гриза Олексій Андріанович            | Київська область             | Буцький                              | 1-й секретар Київського обкому КП(б)У                                                                                                 |                                                                       |
| Гриценко Павло Пилипович             | Кам'янець-Подільська область | Деражнянський                        | Міністр місцевої промисловості УРСР                                                                                                   |                                                                       |
| Грицюк Іван Григорович               | Кам'янець-Подільська область | Старо-Ушицький                       | Міністр харчової промисловості УРСР                                                                                                   |                                                                       |
| Гришко Олександра Петрівна           | Херсонська область           | Голопристанський                     | Ланкова колгоспу «Перше Травня» Скадовського району                                                                                   |                                                                       |
| Грищенко Савелій Лукич               | Чернігівська область         | Остерський                           | Голова виконкому Остерської районної ради                                                                                             |                                                                       |
| Грязнова Марія Петрівна              | Одеська область              | Андрієво-Іванівський                 | 1-й секретар Андрієво-Іванівського райкому КП(б)У                                                                                     |                                                                       |
| Губенко Олена Леонтіївна             | Харківська область           | Сахновщанський                       | Бригадир радгоспу імені Чапаєва Ленінського цукрового комбінату Кегичівського району                                                  |                                                                       |
| Ґудзь Зінаїда Феодосіївна            | Кам'янець-Подільська область | Смотрицький                          | Зоотехнік Смотрицького районного відділу сільського господарства                                                                      |                                                                       |
| Гуменна Ганна Олексіївна             | Тернопільська область        | Копичинський                         | Слухач Львівської двохрічної партійної школи                                                                                          |                                                                       |
| Гуров Василь Дмитрович               | Дніпропетровська область     | Петропавлівський                     | 1-й секретар Межівського райкому КП(б)У                                                                                               |                                                                       |
| Давидюк Михайло Денисович            | Волинська область            | Камінь-Каширський                    | Начальник Політвідділу Камінь-Каширської МТС Камінь-Каширського району                                                                |                                                                       |
| Давидов Олексій Йосипович            | Київ                         | Дарницький                           | Голова виконкому Київської міської ради                                                                                               |                                                                       |
| Данильченко Іван Єпіфанович          | Вінницька область            | Чернівецький                         | 1-й секретар Чернівецького райкому КП(б)У                                                                                             |                                                                       |
| Дементьєв Георгій Гаврилович         | Вінницька область            | Хмільницький                         | Голова виконкому Вінницької обласної ради                                                                                             |                                                                       |
| Дідук Єва Петрівна                   | Кам'янець-Подільська область | Летичівський                         | Ланкова колгоспу імені Кірова Старосинявського району                                                                                 |                                                                       |
| Дорошенко Петро Омелянович           | Вінницька область            | Барський                             | Завідувач сільськогосподарського відділу ЦК КП(б)У                                                                                    |                                                                       |
| Дрожжин Григорій Сергійович          | Ворошиловградська область    | Ворошиловградський-Жовтневий         | Бригадир слюсарів парових машин прокатного цеху Ворошиловградського паровозобудівного заводу імені Жовтневої революції                |                                                                       |
| Дроздов Георгій Тихонович            | Кам'янець-Подільська область | Теофіпольський                       | Завідувач адміністративного відділу ЦК КП(б)У                                                                                         |                                                                       |
| Дрокін Василь Дмитрович              | Харківська область           | Харківський-Сталінський              | Токар Харківського турбогенераторного заводу імені Кірова                                                                             |                                                                       |
| Дротенко Марія Сергіївна             | Ізмаїльська область          | Саратський                           | Бригадир тракторної бригади Маразліївської МТС Тузлівського району                                                                    |                                                                       |
| Дуброва Марія Андріївна              | Запорізька область           | Мелітопольський сільський            | Ланкова радгоспу імені Горького Мелітопольського району                                                                               |                                                                       |
| Дудкін Олексій Герасимович           | Дніпропетровська область     | Криворізький-Дзержинський            | 1-й секретар Криворізького міськкому КП(б)У                                                                                           |                                                                       |
| Дудикевич Богдан Корнилович          | Львівська область            | Яворівський                          | Директор Львівського філіалу Центрального музею імені Леніна                                                                          |                                                                       |
| Єлагін Семен Дмитрович               | Запорізька область           | Веселівський                         | 1-й секретар Кам'янсько-Дніпровського райкому КП(б)У                                                                                  |                                                                       |
| Єпішев Олексій Олексійович           | Одеська область              | Первомайський                        | 1-й секретар Одеського обкому КП(б)У                                                                                                  |                                                                       |
| Єременко Анатолій Петрович           | Харківська область           | Барвінківський                       | Заступник голови Ради Міністрів УРСР                                                                                                  |                                                                       |
| Єфименко Георгій Петрович            | Сталінська область           | Кіровський                           | Голова виконкому Сталінської міської ради                                                                                             |                                                                       |
| Єфременко Софія Михайлівна           | Сталінська область           | Амвросіївський                       | Змінний майстер Амвросіївського цементного заводу № 1                                                                                 |                                                                       |
| Жуков Тимофій Семенович              | Ровенська область            | Олександрійський                     | 1-й секретар Ровенського обкому КП(б)У                                                                                                |                                                                       |
| Заболотний Володимир Гнатович        | Харківська область           | Балаклійський                        | Президент Академії архітектури УРСР                                                                                                   |                                                                       |
| Заглада Надія Григорівна             | Житомирська область          | Черняхівський                        | Ланкова колгоспу імені 1 Травня Черняхівського району                                                                                 |                                                                       |
| Загороднюк Яків Феодосійович         | Київська область             | Христинівський                       | Завідувач відділу селекції зернових культур Верхняцької селекційної станції Христинівського району                                    |                                                                       |
| Зайцев Микола Олександрович          | Сталінська область           | Горлівський-Калінінський             | Начальник комбінату «Артемвугілля» |                                                                       |
| Запорожець Василь Порфирович         | Одеська область              | Долинський                           | Міністр торгівлі УРСР |                                                                       |
| Земляна Тетяна Овсіївна              | Полтавська область           | Козельщинський                       | Ланкова колгоспу «Іскра» Кишеньківського району                                                                                       |                                                                       |
| Зленко Андрій Никифорович            | Львівська область            | Кам'янсько-Бузький                   | 2-й секретар Львівського обкому КП(б)У                                                                                                |                                                                       |
| Зозулєв Андрій Никифорович           | Тернопільська область        | Козівський                           | 2-й секретар Тернопільського обкому КП(б)У                                                                                            |                                                                       |
| Зубарєв Микола Прокопович            | Закарпатська область         | Рахівський                           | Начальник Управління прикордонних військ МДБ Закарпатського округу, генерал-майор                                                     |                                                                       |
| Іванов Олексій Семенович             | Станіславська область        | Рогатинський                         | 1-й секретар Бурштинського райкому КП(б)У                                                                                             |                                                                       |
| Іващенко Ольга Іллівна               | Київська область             | Чорнобильський                       | 2-й секретар Київського обкому КП(б)У                                                                                                 |                                                                       |
| Іжик Петро Дем'янович                | Станіславська область        | Долинський                           | Слюсар Долинського ліспромкомбінату                                                                                                   |                                                                       |
| Іоніна Марина Антонівна              | Сталінська область           | Єнакіївський міський                 | Інженер Єнакіївського коксохімічного заводу                                                                                           |                                                                       |
| Кавецький Тимофій Давидович          | Волинська область            | Ковельський                          | Слухач курсів Вищої партійної школи при ЦК КП(б)У                                                                                     |                                                                       |
| Каганович Лазар Мойсейович           | Київ                         | Кагановичський                       | Заступник голови Ради Міністрів СРСР                                                                                                  |                                                                       |
| Калашников Василь Дмитрович          | Кіровоградська область       | Бобринецький                         | Уповноважений Міністерства заготівель СРСР по Українській РСР                                                                         |                                                                       |
| Кальченко Никифор Тимофійович        | Тернопільська область        | Велико-Дедеркальський                | Міністр сільського господарства УРСР                                                                                                  |                                                                       |
| Капран Клавдія Омелянівна            | Сталінська область           | Артемівський                         | Інженер виробничого відділу Часів-Ярського шамотного заводу імені Орджонікідзе                                                        |                                                                       |
| Караваєв Костянтин Семенович         | Одеська область              | Одеський сільський                   | Голова виконкому Одеської обласної ради                                                                                               |                                                                       |
| Касаткін Лифтерій Матвійович         | Ізмаїльська область          | Кілійський                           | Голова риболовецького колгоспу імені Хрущова міста Вилкове                                                                            |                                                                       |
| Касьяненко Євгенія Карпівна          | Сумська область              | Буринський                           | Вчителька Першотравневої середньої школи Буринського району                                                                           |                                                                       |
| Кива Микола Андрійович               | Волинська область            | Любомльський                         | 1-й секретар Шацького райкому КП(б)У                                                                                                  |                                                                       |
| Кирдода Семен Єгорович               | Вінницька область            | Калинівський                         | Директор Іллінецької селекційної станції                                                                                              |                                                                       |
| Кириленко Андрій Павлович            | Дніпропетровська область     | Амур-Нижньодніпровський сільський    | 1-й секретар Дніпропетровського обкому КП(б)У                                                                                         |                                                                       |
| Кириченко Олексій Іларіонович        | Харківська область           | Красноградський                      | 2-й секретар ЦК КП(б)У |                                                                       |
| Ківшар Григорій Федорович            | Полтавська область           | Оржицький                            | Директор Оржицької МТС Оржицького району                                                                                              |                                                                       |
| Кіх Марія Семенівна                  | Львівська область            | Золочівський                         | Завідувач відділу по роботі серед жінок Львівського обкому КП(б)У                                                                     |                                                                       |
| Кіщук Микола Федорович               | Станіславська область        | Косівський                           | Голова виконкому Косівської районної ради, слухач Вищої партійної школи при ЦК КП(б)У                                                 |                                                                       |
| Клевець Федір Никифорович            | Ізмаїльська область          | Білгород-Дністровський               | Голова колгоспу імені Андреєва Старо-Козацького району                                                                                |                                                                       |
| Климченко Неоніла Миколаївна         | Миколаївська область         | Сталінський                          | Інженер Миколаївського механічного заводу                                                                                             |                                                                       |
| Кобзін Юхим Никифорович              | Станіславська область        | Калуський                            | Голова виконкому Станіславської обласної ради                                                                                         |                                                                       |
| Коваленко Поліна Іванівна            | Полтавська область           | Полтавський міський                  | Лікар-психіатр, завідувач відділу Полтавської обласної лікарні                                                                        |                                                                       |
| Коваль Борис Андронікович            | Чернігівська область         | Городнянський                        | Начальник Управління у справах вищої школи при Раді Міністрів УРСР                                                                    |                                                                       |
| Коваль Іван Лукич                    | Харківська область           | Валківський                          | Директор Валківської МТС Валківського району                                                                                          |                                                                       |
| Коваль Максим Панасович              | Полтавська область           | Кременчуцький сільський              | Голова колгоспу імені Молотова Кременчуцького району                                                                                  |                                                                       |
| Ковальов Іван Володимирович          | Харківська область           | Куп'янський                          | Начальник Донецького округу залізниць                                                                                                 |                                                                       |
| Ковпак Сидір Артемович               | Сумська область              | Путивльський                         | Заступник голови Президії Верховної Ради УРСР                                                                                         |                                                                       |
| Козачук Іван Федорович               | Чернівецька область          | Сторожинецький                       | Слухач Вищої партійної школи при ЦК КП(б)У                                                                                            |                                                                       |
| Козін Микола Петрович                | Полтавська область           | Полтавський сільський                | Бригадир колгоспу «Зоря життя» Полтавського району                                                                                    | 1953 (?) помер                                                        |
| Козюля Іван Корнилович               | Дніпропетровська область     | Магдалинівський                      | Міністр житлово-цивільного будівництва УРСР                                                                                           |                                                                       |
| Колибанов Анатолій Георгійович       | Ворошиловградська область    | Боково-Антрацитівський               | Голова Української республіканської ради професійних спілок                                                                           |                                                                       |
| Колодка Михайло Григорович           | Сумська область              | Сумський                             | Слюсар Сумського машинобудівного заводу імені Фрунзе                                                                                  |                                                                       |
| Колягіна Марія Єгорівна              | Ворошиловградська область    | Верхньо-Теплівський                  | Ланкова колгоспу імені Сталіна Олександрівського району                                                                               |                                                                       |
| Комяхов Василь Григорович            | Кіровоградська область       | Ново-Георгіївський                   | Голова виконкому Кіровоградської обласної ради                                                                                        |                                                                       |
| Кондратюк Марія Кирилівна            | Житомирська область          | Бердичівський                        | Голова колгоспу «Хлібороб» Бердичівського району                                                                                      |                                                                       |
| Копиця Давид Демидович               | Житомирська область          | Овруцький                            | Голова Комітету у справах мистецтв при Раді Міністрів УРСР                                                                            |                                                                       |
| Коренєв Григорій Юхимович            | Сталінська область           | Макіївський-Радянський               | 1-й секретар Макіївського міськкому КП(б)У                                                                                            |                                                                       |
| Корнійчук Олександр Євдокимович      | Вінницька область            | Тульчинський                         | Голова Спілки письменників УРСР |                                                                       |
| Корнієць Леонід Романович            | Запорізька область           | Мелітопольський міський              | Заступник голови Ради Міністрів УРСР                                                                                                  |                                                                       |
| Коробов Микола Архипович             | Сталінська область           | Макіївський-Кіровський               | Керуючий тресту «Макіївбуд» |                                                                       |
| Коротков Федір Іванович              | Чернігівська область         | Чернігівський                        | 1-й секретар Чернігівського міськкому КП(б)У                                                                                          |                                                                       |
| Коротченко Дем'ян Сергійович         | Житомирська область          | Житомирський сільський               | Голова Ради Міністрів УРСР |                                                                       |
| Коряк Кузьма Леонтійович             | Ворошиловградська область    | Старобільський                       | Голова колгоспу імені Сталіна Старобільського району                                                                                  |                                                                       |
| Косенко Оксана Олександрівна         | Київська область             | Білоцерківський                      | Лікар, завідувач гінекологічного відділення 1-ї Білоцерківської міської лікарні                                                       |                                                                       |
| Косигін Олексій Миколайович          | Херсонська область           | Херсонський міський                  | Заступник голови Ради Міністрів СРСР, міністр легкої промисловості СРСР                                                               |                                                                       |
| Костенко Василь Семенович            | Львівська область            | Львівський-Залізничний               | 1-й секретар Львівського міськкому КП(б)У                                                                                             |                                                                       |
| Косько Костянтин Григорович          | Ровенська область            | Червоноармійський                    | Міністр легкої промисловості УРСР |                                                                       |
| Котюхов Павло Володимирович          | Сумська область              | Глухівський                          | Науковий співробітник Всесоюзного науково-дослідного інституту луб'яних культур у місті Глухові                                       |                                                                       |
| Кохан Наталія Тимофіївна             | Дніпропетровська область     | Дніпропетровський-Ленінський         | Бригадир мартенівського цеху Дніпропетровського металургійного заводу імені Петровського                                              |                                                                       |
| Кочерга Іван Миколайович             | Сталінська область           | Ждановський-Іллічівський             | Прокатник Ждановського машинобудівного заводу                                                                                         |                                                                       |
| Красюк Дементій Якович               | Сталінська область           | Дзержинський                         | Відповідальний редактор газети «Правда Украины»                                                                                       |                                                                       |
| Кременицький Віктор Олександрович    | Сталінська область           | Красноармійський                     | Голова виконкому Сталінської обласної ради                                                                                            |                                                                       |
| Крейзер Яків Григорович              | Станіславська область        | Галицький                            | Командувач 38-ї армії Прикарпатського військового округу, генерал-полковник                                                           |                                                                       |
| Кривенко Яків Миколайович            | Сталінська область           | Горлівський-Микитівський             | Начальник Північно-Донецької залізниці                                                                                                |                                                                       |
| Кримський Володимир Якович           | Одеська область              | Гайворонський                        | 1-й секретар Ульянівського райкому КП(б)У                                                                                             |                                                                       |
| Крутенко Петро Федорович             | Сталінська область           | Авдіївський                          | Голова колгоспу імені Молотова Авдіївського району                                                                                    |                                                                       |
| Крушельницький Мар'ян Михайлович     | Харківська область           | Чугуївський                          | Головний режисер Харківського українського академічного драматичного театру імені Шевченка, народний артист СРСР                      |                                                                       |
| Кудінов Михайло Андрійович           | Дніпропетровська область     | Софіївський                          | 2-й секретар Дніпропетровського обкому КП(б)У                                                                                         |                                                                       |
| Кузьменко Олена Вікторівна           | Миколаївська область         | Арбузинський                         | Ланкова колгоспу «Заповіт Ілліча» Арбузинського району                                                                                |                                                                       |
| Кузьменко Михайло Григорович         | Ізмаїльська область          | Арцизький                            | Голова виконкому Ізмаїльської обласної ради                                                                                           |                                                                       |
| Кузьмяк Ганна Антонівна              | Дрогобицька область          | Самбірський                          | Бригадир тракторної бригади Викотівської МТС Самбірського району                                                                      |                                                                       |
| Кука Микола Маркіянович              | Полтавська область           | Глобинський                          | Голова колгоспу імені Сталіна Глобинського району                                                                                     |                                                                       |
| Куліш Іван Хомич                     | Ровенська область            | Ровенський                           | Вчитель Ровенської середньої школи № 5                                                                                                |                                                                       |
| Кульбейкін Михайло Павлович          | Чернігівська область         | Срібнянський                         | Міністр лісової і паперової промисловості УРСР                                                                                        |                                                                       |
| Кульчицька Олена Львівна             | Львівська область            | Перемишлянський                      | Художник, заслужений діяч мистецтв УРСР                                                                                               |                                                                       |
| Куманьок Порфирій Хомич              | Житомирська область          | Володарсько-Волинський               | 2-й секретар Житомирського обкому КП(б)У                                                                                              |                                                                       |
| Курко Олександр Петрович             | Кам'янець-Подільська область | Красилівський                        | Голова Красилівської райспоживспілки Красилівського району                                                                            |                                                                       |
| Куца Марія Іванівна                  | Дніпропетровська область     | Ново-Московський                     | Ланкова колгоспу імені Чкалова Ново-Московського району                                                                               |                                                                       |
| Куцир Павло Савович                  | Сумська область              | Шосткинський                         | Головний технолог Шосткинського заводу сільськогосподарського машинобудування                                                         |                                                                       |
| Кучер Василь Петрович                | Сталінська область           | Чистяківський                        | Машиніст вугільного комбайну шахти № 3-біс тресту «Чистяковантрацит»                                                                  |                                                                       |
| Кучерява Любов Олексіївна            | Вінницька область            | Монастирищенський                    | Бригадир колгоспу «Комунар» Монастирищенського району                                                                                 |                                                                       |
| Ладані Ганна Михайлівна              | Закарпатська область         | Мукачівський                         | Ланкова колгоспу імені Леніна Мукачівського округу                                                                                    |                                                                       |
| Лапінська Ганна Іванівна             | Тернопільська область        | Бучацький                            | Тракторист Трибухівської МТС Бучацького району                                                                                        |                                                                       |
| Ластовенко Іван Герасимович          | Сталінська область           | Мар'їнський                          | Голова виконкому Мар'їнської районної ради                                                                                            |                                                                       |
| Левченко Іван Федотович              | Кам'янець-Подільська область | Волочиський                          | 1-й секретар Волочиського райкому КП(б)У                                                                                              |                                                                       |
| Левченко Тетяна Романівна            | Сумська область              | Конотопський                         | Викладач російської літератури Конотопського учительського інституту                                                                  |                                                                       |
| Лемак Єлизавета Федорівна            | Закарпатська область         | Виноградівський                      | Вчителька семирічної школи села Петрове Севлюського округу                                                                            |                                                                       |
| Лисак Іван Васильович                | Тернопільська область        | Борщівський                          | Голова виконкому Борщівської районної ради                                                                                            |                                                                       |
| Литвин Костянтин Захарович           | Львівська область            | Бродівський                          | Заступник голови Ради Міністрів УРСР                                                                                                  |                                                                       |
| Литвиненко Любов Прокопівна          | Полтавська область           | Пирятинський                         | Дільничний зоотехнік Пирятинського району                                                                                             |                                                                       |
| Лінинська Ганна Тимофіївна           | Дрогобицька область          | Нижньо-Устріцький                    | Секретар Стрілківського райкому КП(б)У                                                                                                |                                                                       |
| Лісняк Павло Якович                  | Харківська область           | Харківський-Орджонікідзевський       | Директор Харківського тракторного заводу імені Орджонікідзе                                                                           |                                                                       |
| Луценко Олена Костянтинівна          | Вінницька область            | Шаргородський                        | Дільничний агроном Рахнянської МТС Шаргородського району                                                                              |                                                                       |
| Любарська Юлія Дмитрівна             | Запорізька область           | Оріхівський                          | Завідувач Малотокмачанської початкової школи Оріхівського району                                                                      |                                                                       |
| Любінська Ольга Іванівна             | Одеська область              | Любашівський                         | Ланкова колгоспу «П'ятирічку — за чотири роки» Любашівського району                                                                   |                                                                       |
| Ляпін Федір Дем'янович               | Ворошиловградська область    | Лисичанський міський                 | 1-й секретар Лисичанського райкому КП(б)У                                                                                             |                                                                       |
| Лях Валентина Петрівна               | Житомирська область          | Новоград-Волинський                  | Завідувач Городницького районного відділу охорони здоров'я                                                                            |                                                                       |
| Мазепа Іван Ілліч                    | Волинська область            | Турійський                           | Міністр кінематографії УРСР |                                                                       |
| Мазур Іван Степанович                | Тернопільська область        | Збаразький                           | Лікар, завідувач очним відділенням Тернопільської обласної лікарні                                                                    |                                                                       |
| Макаренко Василь Захарович           | Чернігівська область         | Бобровицький                         | Голова виконкому Носівської районної ради                                                                                             |                                                                       |
| Максимчук Ганна Михайлівна           | Станіславська область        | Надвірнянський                       | Вчителька Надвірнянської семирічної (неповної середньої) школи № 1 Надвірнянського району                                             |                                                                       |
| Маленкін Андрій Сергійович           | Миколаївська область         | Варварівський                        | 1-й секретар Миколаївського обкому КП(б)У                                                                                             |                                                                       |
| Маленков Георгій Максиміліанович     | Дніпропетровська область     | Дніпропетровський-Кіровський         | Заступник голови Ради Міністрів СРСР, секретар ЦК ВКП(б)                                                                              |                                                                       |
| Малий Гаврило Кирилович              | Кіровоградська область       | Кіровоградський міський              | Начальник дільниці метизного цеху Кіровоградського заводу сільськогосподарського машинобудування «Червона Зірка»                      |                                                                       |
| Маликов Степан Федорович             | Житомирська область          | Олевський                            | Голова правління Укоопспілки |                                                                       |
| Маликова Ганна Гнатівна              | Харківська область           | Харківський-Липецький                | Телятниця експериментальної бази Українського науково-дослідного інституту тваринництва «Українка» Харківського району                |                                                                       |
| Малишко Андрій Самійлович            | Тернопільська область        | Скалатський                          | Письменник |                                                                       |
| Мамишева Тетяна Григорівна           | Житомирська область          | Баранівський                         | Старший викладач кафедри фізики Житомирського педагогічного інституту                                                                 |                                                                       |
| Манагаров Іван Мефодійович           | Кам'янець-Подільська область | Ізяславський                         | Командувач військами ППО Київського військового району, генерал-полковник                                                             |                                                                       |
| Мануїльський Дмитро Захарович        | Тернопільська область        | Кременецький                         | Заступник голови Ради Міністрів УРСР, міністр закордонних справ УРСР                                                                  |                                                                       |
| Маркін Михайло Семенович             | Чернівецька область          | Вижницький                           | Голова виконкому Чернівецької обласної ради                                                                                           |                                                                       |
| Мартинов Олександр Миколайович       | Миколаївська область         | Вознесенський                        | Начальник Управління Міністерства державної безпеки УРСР по Миколаївській області                                                     |                                                                       |
| Мартинов Федір Гнатович              | Кіровоградська область       | Хмелівський                          | 2-й секретар Кіровоградського обкому КП(б)У                                                                                           |                                                                       |
| Мартинюк Пелагія Дмитрівна           | Вінницька область            | Крижопільський                       | Бригадир рільничої бригади колгоспу імені Сталіна, голова Левківської сільської ради Крижопільського району                           |                                                                       |
| Марусевич Йосип Гнатович             | Дрогобицька область          | Бориславський                        | Вибійник шахтоуправління № 1 тресту «Укрозокерит» міста Борислава                                                                     |                                                                       |
| Марчук Анатолій Андрійович           | Вінницька область            | Теплицький                           | Голова виконкому Джулинської районної ради                                                                                            |                                                                       |
| Мацкевич Володимир Володимирович     | Сумська область              | Тростянецький                        | 1-й заступник голови Ради Міністрів УРСР                                                                                              |                                                                       |
| Медведь Левко Іванович               | Дніпропетровська область     | Павлоградський                       | Міністр охорони здоров'я УРСР |                                                                       |
| Мелія Олександр Олександрович        | Київська область             | Київський сільський                  | Керівник конструкторського бюро Київського цегельного заводу                                                                          |                                                                       |
| Мельник Тетяна Федорівна             | Волинська область            | Горохівський                         | Голова виконкому Дорогиничівської сільської ради Локачинського району                                                                 |                                                                       |
| Мельников Леонід Георгійович         | Київ                         | Молотовський                         | 1-й секретар ЦК КП(б)У |                                                                       |
| Мельнечук Марія Василівна            | Чернівецька область          | Садгірський                          | Ланкова колгоспу імені 8 Березня Заставнівського району                                                                               |                                                                       |
| Мжаванадзе Василь Павлович           | Дрогобицька область          | Мостиський                           | Член Військової ради Прикарпатського військового округу — заступник командувача військ округу з політичної частини, генерал-лейтенант |                                                                       |
| Мисюра Максим Йосипович              | Ровенська область            | Володимирецький                      | Слухач Львівської дворічної партійної школи                                                                                           |                                                                       |
| Митрофанов Іван Олексійович          | Дніпропетровська область     | Криворізький-Жовтневий               | Бурильник рудоуправління імені Комінтерну міста Кривий Ріг                                                                            |                                                                       |
| Михайленко Парасковія Іванівна       | Харківська область           | Харківський-Кагановичський           | Декан факультету технології органічних речовин, доцент Харківського політехнічного інституту імені Леніна                             |                                                                       |
| Михайлов Георгій Антонович           | Миколаївська область         | Заводський                           | Інженер Миколаївського суднобудівного заводу                                                                                          |                                                                       |
| Михеєв Ілля Іванович                 | Сталінська область           | Будьоннівський                       | Бригадир прохідницької бригади шахти «Мушкетово-Вертикальна» тресту «Донбасшахтобуд»                                                  |                                                                       |
| Мізюк Андрій Іванович                | Волинська область            | Маневицький                          | Голова виконкому Волинської обласної ради                                                                                             |                                                                       |
| Мікоян Анастас Іванович              | Одеська область              | Одеський-Іллічівський                | Заступник голови Ради Міністрів СРСР                                                                                                  |                                                                       |
| Міняйленко Анастасія Семенівна       | Кам'янець-Подільська область | Славутський                          | Інженер Славутського заводу «Будфаянс»                                                                                                |                                                                       |
| Могильченко Григорій Сергійович      | Харківська область           | Лозівський                           | Голова колгоспу імені Орджонікідзе Лозівського району                                                                                 |                                                                       |
| Мойсеєнко Григорій Логвинович        | Дніпропетровська область     | Дніпродзержинський-Баглійський       | Каменяр Дніпродзержинського коксохімічного заводу імені Орджонікідзе                                                                  |                                                                       |
| Молотов В'ячеслав Михайлович         | Київ                         | Ленінський                           | Заступник голови Ради Міністрів СРСР                                                                                                  |                                                                       |
| Молчанов Олексій Петрович            | Київська область             | Смілянський                          | Начальник Південно-Західної залізниці                                                                                                 |                                                                       |
| Мороз Микола Тихонович               | Дрогобицька область          | Миколаївський                        | Начальник Управління Міністерства державної безпеки УРСР по Дрогобицькій області                                                      |                                                                       |
| Мороз Надія Леонтіївна               | Сталінська область           | Селидівський                         | Доярка колгоспу імені Мічуріна Селидівського району                                                                                   |                                                                       |
| Москалець Костянтин Федорович        | Полтавська область           | Зіньківський                         | Завідувач відділу партійних, профспілкових і комсомольських органів ЦК КП(б)У                                                         |                                                                       |
| Муляр Ольга Гаврилівна               | Вінницька область            | Погребищенський                      | Вчителька Погребищенської середньої школи № 1                                                                                         |                                                                       |
| Назаренко Анастасія Олександрівна    | Ворошиловградська область    | Ворошиловградський-Артемівський      | Вчителька математики Ворошиловградської середньої школи № 13                                                                          |                                                                       |
| Назаренко Іван Дмитрович             | Полтавська область           | Хорольський                          | Секретар ЦК КП(б)У |                                                                       |
| Найдек Леонтій Іванович              | Одеська область              | Голованівський                       | Слухач Вищої партійної школи при ЦК КП(б)У                                                                                            |                                                                       |
| Наумов Михайло Іванович              | Чернівецька область          | Кельменецький                        | Начальник Управління Міністерства внутрішніх справ УРСР по Чернівецькій області                                                       |                                                                       |
| Нечаєв Олександр Миколайович         | Ровенська область            | Висоцький                            | Командувач 13-ї армії Прикарпатського військового округу, генерал-лейтенант                                                           |                                                                       |
| Нижник Василь Єрмолайович            | Вінницька область            | Копайгородський                      | Секретар Президії Верховної Ради УРСР                                                                                                 |                                                                       |
| Нікітченко Віталій Федотович         | Ровенська область            | Здолбунівський                       | Завідувач транспортного відділу ЦК КП(б)У                                                                                             |                                                                       |
| Новаковець Степан Денисович          | Житомирська область          | Ружинський                           | 1-й секретар Вчорайшанського райкому КП(б)У                                                                                           |                                                                       |
| Новицька Броніслава Іванівна         | Тернопільська область        | Бережанський                         | Голова виконкому Млиновецької сільської ради Зборівського району                                                                      |                                                                       |
| Нощенко Петро Хомич                  | Волинська область            | Ківерцівський                        | Голова Верховного Суду УРСР |                                                                       |
| Озерний Марко Євстафійович           | Дніпропетровська область     | Верхньо-Дніпровський                 | Ланковий колгоспу «Червоний партизан» Лихівського району                                                                              |                                                                       |
| Олійник Парасковія Григорівна        | Харківська область           | Ізюмський                            | Ланкова колгоспу «Шлях до комунізму» Ізюмського району                                                                                |                                                                       |
| Онищенко Вадим Прохорович            | Херсонська область           | Генічеський                          | 2-й секретар Херсонського обкому КП(б)У                                                                                               |                                                                       |
| Онищенко Григорій Потапович          | Ровенська область            | Дубнівський                          | Заступник голови Ради Міністрів УРСР                                                                                                  |                                                                       |
| Осипов Федір Макарович               | Сталінська область           | Добропільський                       | Асистент Сталінського медичного інституту імені Горького                                                                              |                                                                       |
| Павленко Мар'яна Дементіївна         | Сумська область              | Липово-Долинський                    | Директор Семенівської школи Липово-Долинського району                                                                                 |                                                                       |
| Паламарчук Ганна Олександрівна       | Вінницька область            | Жмеринський                          | Трактористка Браїлівської МТС Жмеринського району                                                                                     |                                                                       |
| Паламарчук Лука Хомич                | Сумська область              | Кролевецький                         | Відповідальний редактор газети «Радянська Україна»                                                                                    |                                                                       |
| Палладін Олександр Володимирович     | Київська область             | Васильківський                       | Президент Академії наук УРСР |                                                                       |
| Панасюк Денис Харитонович            | Кіровоградська область       | Кам'янський                          | Міністр юстиції УРСР |                                                                       |
| Панков Олександр Гаврилович          | Дніпропетровська область     | Криворізький сільський               | Військовослужбовець, гвардії полковник                                                                                                |                                                                       |
| Пантелюк Юрій Йосипович              | Станіславська область        | Коломийський                         | Голова виконкому Коломийської міської ради                                                                                            |                                                                       |
| Панченко Архип Іванович              | Вінницька область            | Вороновицький                        | 1-й секретар Вороновицького райкому КП(б)У                                                                                            |                                                                       |
| Панченко Олена Андріївна             | Ворошиловградська область    | Попаснянський                        | Бригадир свинарської ферми радгоспу «Забійник» Попаснянського району                                                                  |                                                                       |
| Параскевова Неоніла Іванівна         | Ізмаїльська область          | Болградський                         | Директор Болградської середньої школи                                                                                                 |                                                                       |
| Пармузіна Агрипина Антонівна         | Сумська область              | Білопільський                        | Ланкова колгоспу «Більшовик» Білопільського району                                                                                    |                                                                       |
| Паторжинський Іван Сергійович        | Київська область             | Фастівський                          | Соліст Київського театру опери та балету                                                                                              |                                                                       |
| Пащенко Антоніна Максимівна          | Сталінська область           | Краснолиманський                     | Інженер, заступник начальника відділу експлуатації Краснолиманського відділку руху Північно-Донецької залізниці                       |                                                                       |
| Пелехатий Кузьма Миколайович         | Львівська область            | Жовківський                          | Голова виконкому Львівської обласної ради                                                                                             | 28 березня 1952 помер                                                 |
| Петренко Катерина Анатоліївна        | Тернопільська область        | Чортківський                         | Вчителька Чортківської середньої школи № 2                                                                                            |                                                                       |
| Петров Григорій Гаврилович           | Кіровоградська область       | Кіровоградський сільський            | Слухач Вищої партійної школи при ЦК КП(б)У                                                                                            |                                                                       |
| Петровський Василь Васильович        | Житомирська область          | Коростенський                        | Бригадир Коростенського фарфорового заводу                                                                                            |                                                                       |
| Петрущак Іван Дмитрович              | Закарпатська область         | Іршавський                           | Голова Закарпатської обласної ради професійних спілок                                                                                 |                                                                       |
| Пєшков Василь Аврамович              | Сумська область              | Охтирський                           | 1-й секретар Охтирського райкому КП(б)У                                                                                               |                                                                       |
| Пирогов Олексій Петрович             | Сумська область              | Ульянівський                         | Міністр державного контролю УРСР |                                                                       |
| Підгорний Микола Вікторович          | Харківська область           | Харківський-Дзержинський             | 1-й секретар Харківського обкому КП(б)У                                                                                               |                                                                       |
| Підлубний Іван Степанович            | Чернівецька область          | Кіцманський                          | 1-й секретар Кіцманського райкому КП(б)У                                                                                              |                                                                       |
| Пінчук Григорій Павлович             | Закарпатська область         | Тячівський                           | Міністр освіти УРСР |                                                                       |
| Поборчий Олександр Павлович          | Запорізька область           | Червоноармійський                    | Керуючий тресту «Запоріжбуд» |                                                                       |
| Погорєлов Пилип Павлович             | Харківська область           | Харківський-Жовтневий                | 1-й секретар Харківського міськкому КП(б)У                                                                                            |                                                                       |
| Погрібний Степан Федосійович         | Кіровоградська область       | Знам'янський                         | Машиніст паровозного депо станції Знам'янка                                                                                           |                                                                       |
| Поджаров Павло Кузьмич               | Ворошиловградська область    | Первомайський                        | Вибійник шахти № 5 «Тошківка» тресту «Первомайськвугілля»                                                                             |                                                                       |
| Поморцев Володимир Євграфович        | Особливий округ              |                                      | Військовий політпрацівник, генерал-майор                                                                                              |                                                                       |
| Пономаренко Пантелеймон Кіндратович  | Полтавська область           | Гадяцький                            | Секретар ЦК ВКП(б), міністр заготівель СРСР                                                                                           |                                                                       |
| Поперека Михайло Степанович          | Полтавська область           | Золотоніський                        | Заступник міністра державної безпеки УРСР, генерал-майор                                                                              |                                                                       |
| Попович Дмитро Петрович              | Закарпатська область         | Берегівський                         | 1-й секретар Берегівського окружкому КП(б)У                                                                                           |                                                                       |
| Посмітний Макар Онисимович           | Одеська область              | Березівський                         | голова колгоспу імені Будьонного Березівського району                                                                                 |                                                                       |
| Поченков Кіндрат Іванович            | Сталінська область           | Сніжнянський                         | Начальник комбінату «Сталінвугілля»                                                                                                   |                                                                       |
| Примаченко Пелагія Порфирівна        | Одеська область              | Одеський-Ворошиловський              | Директор Одеської школи № 75 |                                                                       |
| Пуртова Тетяна Никифорівна           | Херсонська область           | Велико-Олександрівський              | 1-й секретар Високопільського райкому КП(б)У                                                                                          |                                                                       |
| Пухов Микола Павлович                | Ізмаїльська область          | Тарутинський                         | Командувач військ Одеського військового округу, генерал-полковник                                                                     |                                                                       |
| Радиш Ганна Василівна                | Чернівецька область          | Чернівецький-Сталінський             | Робітниця Чернівецької шостої трикотажної (рукавичної) фабрики                                                                        |                                                                       |
| Радомський Семен Юхимович            | Київська область             | Черкаський                           | 1-й секретар Черкаського райкому КП(б)У                                                                                               |                                                                       |
| Радченко Поліна Григорівна           | Чернігівська область         | Ніжинський                           | Начальник Управління лікувально-профілактичної допомоги дітям Міністерства охорони здоров'я УРСР                                      |                                                                       |
| Рак Марфа Аврамівна                  | Київська область             | Димерський                           | 1-й секретар Димерського райкому КП(б)У                                                                                               |                                                                       |
| Ребік Уляна Миронівна                | Чернігівська область         | Новгород-Сіверський                  | Бригадир тракторної бригади Новгород-Сіверської МТС Новгород-Сіверського району                                                       |                                                                       |
| Ревуцький Лев Миколайович            | Одеська область              | Одеський-Ленінський                  | Композитор, професор Київської державної консерваторії імені Чайковського                                                             |                                                                       |
| Ремінець Іван Артемович              | Київська область             | Тальнівський                         | Голова колгоспу імені Ворошилова Тальнівського району                                                                                 |                                                                       |
| Ремінна Зінаїда Савеліївна           | Харківська область           | Харківський-Ленінський               | Начальник цеху Харківської швейної фабрики імені Тинякова                                                                             |                                                                       |
| Рєпка Феодосія Василівна             | Кіровоградська область       | Олександрійський                     | Головний лікар Олександрійської лікарні                                                                                               |                                                                       |
| Решетов Микола Антонович             | Чернівецька область          | Хотинський                           | Начальник Управління Міністерства державної безпеки УРСР по Чернівецькій області                                                      |                                                                       |
| Рубель Марія Іванівна                | Полтавська область           | Кобеляцький                          | Директор Богданівської початкової школи Кобеляцького району                                                                           |                                                                       |
| Рудаков Олександр Петрович           | Сталінська область           | Петровський                          | Завідувач відділу важкої промисловості ЦК КП(б)У                                                                                      |                                                                       |
| Руденко Гаврило Митрофанович         | Харківська область           | Краснокутський                       | 1-й секретар Краснокутського райкому КП(б)У                                                                                           |                                                                       |
| Руденко Надія Іванівна               | Ворошиловградська область    | Краснолуцький                        | Завідувач онкологічним відділом Ворошиловградської обласної лікарні                                                                   |                                                                       |
| Рудницький Петро Васильович          | Ворошиловградська область    | Біловодський                         | Заступник голови Ради Міністрів УРСР                                                                                                  |                                                                       |
| Русин Василь Павлович                | Закарпатська область         | Хустський                            | Голова Закарпатського обласного суду                                                                                                  |                                                                       |
| Русинко Марія Михайлівна             | Закарпатська область         | Свалявський                          | Бригадир Мукачівського виноградарського радгоспу                                                                                      |                                                                       |
| Руцька Ганна Семенівна               | Тернопільська область        | Теребовлянський                      | Ланкова колгоспу імені Молотова Буданівського району                                                                                  |                                                                       |
| Рябець Мотрона Митрофанівна          | Запорізька область           | Запорізький-Сталінський              | Завідувач Запорізького міського відділу охорони здоров'я                                                                              |                                                                       |
| Рябикіна Мотрона Остапівна           | Дніпропетровська область     | П'ятихатський                        | Директор середньої школи імені Пушкіна селища Жовта Ріка                                                                              |                                                                       |
| Рябовол Олена Андріївна              | Київська область             | Тетіївський                          | Вчителька Жашківської середньої школи                                                                                                 |                                                                       |
| Рябошапка Олександра Климівна        | Ровенська область            | Костопільський                       | Бригадир тракторної бригади Костопільської МТС Костопільського району                                                                 |                                                                       |
| Рязанов Василь Георгійович           | Сумська область              | Смілівський                          | Командувач 69-ї повітряної армії Київського військового округу, генерал-лейтенант авіації                                             | 8 липня 1951 помер                                                    |
| Савков Микола Никифорович            | Запорізька область           | Василівський                         | Член Військової ради Таврійського військового округу — заступник командувача військ округу з політичної частини, генерал-лейтенант    |                                                                       |
| Савченко Марія Харитонівна           | Сумська область              | Лебединський                         | Доярка колгоспу імені Леніна Лебединського району                                                                                     |                                                                       |
| Сазанський Йосип Іванович            | Київська область             | Обухівський                          | Голова колгоспу імені Будьонного Узинського району                                                                                    | 1952 припинені повноваження, порушена кримінальна справа              |
| Санько Тетяна Миколаївна             | Одеська область              | Цебриківський                        | Завідувач відділу ЦК КП(б)У по роботі серед жінок                                                                                     |                                                                       |
| Сасунов Андрій Якимович              | Ворошиловградська область    | Ровеньківський                       | Начальник відділу капітальних робіт Венгерівського шахтоуправління міста Ровеньки                                                     |                                                                       |
| Сахновський Георгій Леонідович       | Київська область             | Таращанський                         | Міністр фінансів УРСР |                                                                       |
| Свида Василь Іванович                | Закарпатська область         | Перечинський                         | Художник, викладач Ужгородського училища прикладного мистецтва                                                                        |                                                                       |
| Світлична Мотрона Андріївна          | Станіславська область        | Станіславський                       | Директор Станіславського педагогічного училища                                                                                        |                                                                       |
| Северіна Поліна Федорівна            | Запорізька область           | Запорізький-Ленінський               | Машиніст електрокрану Дніпрогесу імені Леніна                                                                                         |                                                                       |
| Селіванов Олександр Гнатович         | Харківська область           | Харківський-Червонобаварський        | Міністр комунального господарства УРСР                                                                                                |                                                                       |
| Семичасний Володимир Юхимович        | Чернігівська область         | Любецький                            | Секретар ЦК ВЛКСМ |                                                                       |
| Сенін Іван Семенович                 | Сталінська область           | Костянтинівський                     | Заступник голови Ради Міністрів УРСР                                                                                                  |                                                                       |
| Сердюк Зиновій Тимофійович           | Київська область             | Звенигородський                      | Секретар ЦК КП(б)У |                                                                       |
| Середа Ярослав Іванович              | Дрогобицька область          | Дрогобицький                         | Головний інженер тресту «Укрнафтозаводи»                                                                                              |                                                                       |
| Сиволап Михайло Іванович             | Миколаївська область         | Миколаївський сільський              | Голова виконкому Миколаївської обласної ради                                                                                          |                                                                       |
| Сидоренко Олександр Петрович         | Тернопільська область        | Заложцівський                        | Відповідальний редактор газети «Колгоспне село»                                                                                       |                                                                       |
| Сидоров Іван Данилович               | Волинська область            | Ратнівський                          | Начальник Управління Міністерства державної безпеки УРСР по Волинській області                                                        |                                                                       |
| Сидорук Федір Фаустович              | Чернігівська область         | Ічнянський                           | Головний лікар Ічнянської районної лікарні                                                                                            |                                                                       |
| Силін Дмитро Макарович               | Вінницька область            | Вінницький сільський                 | 2-й секретар Вінницького обкому КП(б)У                                                                                                |                                                                       |
| Синявський Кузьма Наумович           | Вінницька область            | Бершадський                          | Бригадир тракторної бригади Бершадської МТС Бершадського району                                                                       |                                                                       |
| Смирнов Віктор Іванович              | Дніпропетровська область     | Солонянський                         | Військовий політпрацівник, генерал-лейтенант авіації                                                                                  |                                                                       |
| Стабровський Олександр Станіславович | Ровенська область            | Сарненський                          | 1-й секретар Сарненського райкому КП(б)У                                                                                              |                                                                       |
| Сталін Йосиф Віссаріонович           | Київ                         | Сталінський                          | Голова Ради Міністрів СРСР, генеральний секретар ЦК ВКП(б)                                                                            | 5 березня 1953 помер                                                  |
| Стародубов Кирило Федорович          | Дніпропетровська область     | Дніпропетровський-Жовтневий          | Завідувач кафедри термічної обробки металів Дніпропетровського металургійного інституту, член-кореспондент АН УРСР                    |                                                                       |
| Степичев Василь Васильович           | Тернопільська область        | Підгаєцький                          | Командувач 57-ї повітряної армії Прикарпатського військового округу, генерал-лейтенант авіації                                        |                                                                       |
| Струєв Олександр Іванович            | Сталінська область           | Калінінський                         | 1-й секретар Сталінського обкому КП(б)У                                                                                               |                                                                       |
| Судейко Степан Володимирович         | Сталінська область           | Горлівський-Центрально-міський       | 1-й секретар Горлівського міськкому КП(б)У                                                                                            |                                                                       |
| Суслов Михайло Андрійович            | Харківська область           | Харківський-Червонозаводський        | Секретар ЦК ВКП(б) |                                                                       |
| Сухіашвілі Костянтин Давидович       | Одеська область              | Роздільнянський                      | Командир Одеської Військово-морської бази, контр-адмірал                                                                              |                                                                       |
| Тарасенко Єлизавета Парфентіївна     | Херсонська область           | Херсонський сільський                | Вчителька Музиківської середньої школи Херсонського району                                                                            |                                                                       |
| Татаренко Євдокія Борисівна          | Дніпропетровська область     | Васильківський                       | Ланкова кінного заводу № 65 імені Будьонного                                                                                          |                                                                       |
| Татаренко Ніна Павлівна              | Чернівецька область          | Чернівецький-Ленінський              | Завідувач кафедри психіатрії Чернівецького державного медичного інституту, доктор медичних наук                                       |                                                                       |
| Татаринов Михайло Вікторович         | Чернігівська область         | Прилуцький                           | Токар Прилуцького заводу будівельних машин «Будмаш»                                                                                   |                                                                       |
| Терещенко Агафія Корніївна           | Волинська область            | Торчинський                          | Секретар первинної партійної організації колгоспу імені Маленкова Рожищенського району                                                |                                                                       |
| Терещенко Павло Якович               | Полтавська область           | Кременчуцький міський                | Електрозварник Крюківського вагонобудівного заводу                                                                                    |                                                                       |
| Терлецький Михайло Іванович          | Сумська область              | Ямпільський                          | Головний лікар Хуторо-Михайлівської лікарні                                                                                           |                                                                       |
| Тимчишина Ганна Петрівна             | Станіславська область        | Богородчанський                      | Ланкова колгоспу імені Молотова Лисецького району                                                                                     |                                                                       |
| Титов Віталій Миколайович            | Харківська область           | Велико-Бурлуцький                    | 2-й секретар Харківського обкому КП(б)У                                                                                               |                                                                       |
| Титов Микола Сергійович              | Запорізька область           | Куйбишевський                        | Голова виконкому Запорізької обласної ради                                                                                            |                                                                       |
| Тичина Павло Григорович              | Київська область             | Канівський                           | Поет, академік АН УРСР |                                                                       |
| Тищенко Ганна Іванівна               | Сталінська область           | Краматорський                        | Інженер-конструктор Краматорського машинобудівного заводу імені Сталіна                                                               |                                                                       |
| Ткач Степан Йосипович                | Тернопільська область        | Тернопільський                       | 1-й секретар Велико-Борківського райкому КП(б)У                                                                                       |                                                                       |
| Точоний Петро Родіонович             | Чернігівська область         | Куликівський                         | Бригадир колгоспу імені Леніна Куликівського району                                                                                   |                                                                       |
| Трегубенко Олександр Федорович       | Запорізька область           | Запорізький-Орджонікідзевський       | Директор Запорізького електрометалургійного заводу «Дніпроспецсталь» імені Кузьмина                                                   |                                                                       |
| Тупіков Георгій Миколайович          | Вінницька область            | Ободівський                          | Командувач 43-ї повітряної армії авіації далекої дії, генерал-майор авіації                                                           |                                                                       |
| Туряниця Іван Іванович               | Закарпатська область         | Ужгородський                         | Голова виконкому Закарпатської обласної ради                                                                                          |                                                                       |
| Удовиченко Надія Яківна              | Сталінська область           | Макіївський-Центрально-міський       | Науковий співробітник Макіївського науково-дослідного інституту з безпеки робіт в гірничій промисловості                              |                                                                       |
| Український Михайло Йосипович        | Сталінська область           | Катиківський                         | Кріпильник шахти № 6 тресту «Зуївантрацит» міста Катик                                                                                |                                                                       |
| Устенко Андрій Іванович              | Дрогобицька область          | Ходорівський                         | Слухач курсів Вищої партійної школи при ЦК КП(б)У, 2-й секретар Дрогобицького обкому КП(б)У                                           |                                                                       |
| Фадєєв Сергій Максимович             | Вінницька область            | Липовецький                          | Начальник Управління внутрішніх військ (внутрішньої охорони) МДБ Українського округу, генерал-майор                                   |                                                                       |
| Фадєєв Василь Семенович              | Ворошиловградська область    | Кадіївський-Іллічівський             | Начальник комбінату «Ворошиловградвугілля»                                                                                            |                                                                       |
| Фастова Марія Луківна                | Полтавська область           | Семенівський                         | Ланкова колгоспу імені Карла Маркса Семенівського району                                                                              |                                                                       |
| Федорків Михайло Павлович            | Дрогобицька область          | Стрийський                           | Машиніст паровозного депо станції Стрий                                                                                               |                                                                       |
| Федоров Іван Герасимович             | Кам'янець-Подільська область | Старо-Костянтинівський               | Завідувач хірургічного відділення Старо-Костянтинівської районної лікарні                                                             |                                                                       |
| Федоров Олексій Федорович            | Ізмаїльська область          | Ізмаїльський                         | 1-й секретар Ізмаїльського обкому КП(б)У                                                                                              |                                                                       |
| Федорчак Парасковія Андріївна        | Станіславська область        | Снятинський                          | Завідувач свиноферми колгоспу імені Хрущова Гвіздецького району                                                                       |                                                                       |
| Фігас Михайло Кирилович              | Дрогобицька область          | Добромильський                       | Голова виконкому Добромильської районної ради                                                                                         |                                                                       |
| Філатов Володимир Петрович           | Одеська область              | Одеський-Кагановичський              | Директор Українського експериментального інституту очних хворіб (місто Одеса), академік АН УРСР                                       |                                                                       |
| Фоменко Микола Михайлович            | Дніпропетровська область     | Дніпродзержинський-Сталінський       | Директор Дніпровського металургійного заводу імені Дзержинського                                                                      |                                                                       |
| Хамула Валентина Йосипівна           | Ровенська область            | Корецький                            | Ланкова колгоспу імені Молотова Корецького району                                                                                     |                                                                       |
| Харчевников Семен Андрійович         | Сталінська область           | Слов'янський                         | Машиніст-інструктор паровозного депо станції Слов'янськ                                                                               |                                                                       |
| Харченко Раїса Василівна             | Сталінська область           | Харцизький                           | Інженер, начальник ремонтно-конструкторського відділу Зуївської державної районної електричної станції (ДРЕС)                         |                                                                       |
| Хейло Дмитро Васильович              | Полтавська область           | Лубенський                           | 1-й секретар Лубенського райкому КП(б)У                                                                                               |                                                                       |
| Хитрич Антоніна Данилівна            | Житомирська область          | Чуднівський                          | Голова виконкому Княжинської сільської ради Чуднівського району                                                                       |                                                                       |
| Хобта Олена Семенівна                | Київська область             | Переяслав-Хмельницький               | Ланкова колгоспу імені Івана Франка Переяслав-Хмельницького району                                                                    |                                                                       |
| Холод Ольга Микитівна                | Київська область             | Броварський                          | Агроном колгоспу імені Хрущова Броварського району                                                                                    |                                                                       |
| Хорунова Марія Тихонівна             | Житомирська область          | Радомишльський                       | Голова виконкому Радомишльської районної ради                                                                                         |                                                                       |
| Хохол Олена Миколаївна               | Київ                         | Залізничний                          | Завідувач кафедри, професор Київського медичного інституту                                                                            |                                                                       |
| Хрущов Микита Сергійович             | Київ                         | Жовтневий                            | Секретар ЦК ВКП(б), 1-й секретар Московського обкому ВКП(б)                                                                           |                                                                       |
| Царик Григорій Якович                | Київ                         | Печерський                           | Токар Київського машинобудівного заводу                                                                                               |                                                                       |
| Цельора Марія Никифорівна            | Кам'янець-Подільська область | Шепетівський                         | Ланкова колгоспу імені Маленкова Полонського району                                                                                   |                                                                       |
| Чапаєв Олександр Васильович          | Львівська область            | Рава-Руський                         | Командир артилерійської бригади, генерал-майор                                                                                        |                                                                       |
| Чернілевська Катерина Пилипівна      | Кам'янець-Подільська область | Кам'янець-Подільський                | Вчителька Кам'янець-Подільської середньої школи № 9                                                                                   |                                                                       |
| Чернявський Олександр Пилипович      | Одеська область              | Одеський-Сталінський                 | 1-й секретар Одеського міськкому КП(б)У                                                                                               |                                                                       |
| Четирус Федір Степанович             | Чернігівська область         | Бахмацький                           | 1-й секретар Бахмацького райкому КП(б)У                                                                                               |                                                                       |
| Чирва Іван Сергійович                | Ровенська область            | Млинівський                          | 2-й секретар ЦК ЛКСМУ |                                                                       |
| Чурбакова Марія Терентіївна          | Одеська область              | Одеський-Воднотранспортний           | Старша кранівниця Одеського морського торговельного порту                                                                             |                                                                       |
| Чухрай Парасковія Федорівна          | Ровенська область            | Березнівський                        | Ланкова колгоспу імені Шевченка Березнівського району                                                                                 |                                                                       |
| Шверник Микола Михайлович            | Львівська область            | Львівський-Сталінський               | Голова Президії Верховної Ради СРСР                                                                                                   |                                                                       |
| Швидка Текля Олександрівна           | Київська область             | Сквирський                           | Ланкова колгоспу імені Куйбишева Сквирського району                                                                                   |                                                                       |
| Шевель Георгій Георгійович           | Ворошиловградська область    | Краснодонський                       | 1-й секретар ЦК ЛКСМУ |                                                                       |
| Шевченко Андрій Іванович             | Житомирська область          | Янушпільський                        | Секретар Всесоюзної Центральної Ради Професійних Спілок (ВЦРПС)                                                                       |                                                                       |
| Шевченко Катерина Дмитрівна          | Волинська область            | Луцький                              | Вчителька Луцької семирічної школи № 6                                                                                                |                                                                       |
| Шевченко Марко Пилипович             | Київська область             | Уманський                            | Голова колгоспу імені Сталіна Бабанського району                                                                                      |                                                                       |
| Шейко Михайло Пилипович              | Полтавська область           | Миргородський                        | Голова виконкому Миргородської районної ради                                                                                          |                                                                       |
| Шельдяєв Євген Петрович              | Ворошиловградська область    | Лисичанський сільський               | Головний інженер дільниці Лисичанського будівельного тресту                                                                           |                                                                       |
| Шинкарьов Олександр Федорович        | Вінницька область            | Ямпільський                          | Міністр промисловості будівельних матеріалів УРСР                                                                                     |                                                                       |
| Шкірятов Матвій Федорович            | Сталінська область           | Ждановський-Молотовський             | Заступник голови Комісії партійного контролю при ЦК ВКП(б)                                                                            | 18 січня 1954 помер                                                   |
| Шмалько Марія Гаврилівна             | Запорізька область           | Велико-Токмацький                    | Ланкова колгоспу імені Сталіна Велико-Токмацького району                                                                              |                                                                       |
| Шовкопляс Єлизавета Іванівна         | Полтавська область           | Лохвицький                           | Секретар Полтавського обкому КП(б)У                                                                                                   |                                                                       |
| Шокіна Людмила Георгіївна            | Дніпропетровська область     | Дніпропетровський-Красногвардійський | Інженер, начальник цеху хімічної очистки Дніпропетровського машинобудівного заводу                                                    |                                                                       |
| Шпанько Тимофій Панкратович          | Ворошиловградська область    | Свердловський                        | Міністр місцевої паливної промисловості УРСР                                                                                          |                                                                       |
| Штокало Йосип Захарович              | Львівська область            | Городоцький                          | Голова президії Львівського філіалу АН УРСР, член-кореспондент АН УРСР                                                                |                                                                       |
| Щербак Пилип Кузьмич                 | Станіславська область        | Тлумацький                           | Слухач курсів Вищої партійної школи при ЦК ВКП(б)                                                                                     |                                                                       |
| Юра Гнат Петрович                    | Київська область             | Бородянський                         | Художній керівник, режисер Київського українського драматичного театру імені Івана Франка                                             |                                                                       |
| Юр'єв Василь Якович                  | Харківська область           | Зміївський                           | Директор Харківської селекційної станції, академік АН УРСР                                                                            |                                                                       |
| Юрко Микола Порфирович               | Сумська область              | Краснопільський                      | 2-й секретар Сумського обкому КП(б)У                                                                                                  |                                                                       |
| Яблонська Тетяна Нилівна             | Чернігівська область         | Коропський                           | Художник, заступник голови Спілки радянських художників України                                                                       |                                                                       |
| Яворський Іван Йосипович             | Дрогобицька область          | Сколівський                          | Голова виконкому Дрогобицької обласної ради                                                                                           |                                                                       |
| Ярмоленко Марія Федорівна            | Київ                         | Подільський                          | Майстер цеху Київської 4-ї взуттєвої фабрики                                                                                          |                                                                       |
| Ярмолюк Галина Олексіївна            | Ворошиловградська область    | Сватівський                          | Голова виконкому Сватівської районної ради                                                                                            |                                                                       |
| Яцишина Людмила Пилипівна            | Вінницька область            | Гайсинський                          | Агроном Гайсинського районного сільськогосподарського відділу                                                                         |                                                                       |
| Ячменникова Сабіна Михайлівна        | Львівська область            | Львівський-Червоноармійський         | Начальник цеху Львівської швейної фабрики № 2                                                                                         |                                                                       |
| Савельєв Іван Степанович             | Сумська область              | Смілівський                          | Завідувач відділу машинобудування ЦК КП(б)У                                                                                           | 18 листопада 1951 дообраний, 26 березня 1952 повноваження затверджені |
| Шупик Платон Лукич                   | Київська область             | Обухівський                          | Міністр охорони здоров'я УРСР | 30 березня 1952 дообраний, 15 січня 1954 повноваження затверджені     |
| Коваль Федір Тихонович               | Львівська область            | Нестеровський (Жовківський)          | 1-й секретар Львівського міськкому КП(б)У                                                                                             | 29 червня 1952 дообраний, 15 січня 1954 повноваження затверджені      |
| Казанець Іван Павлович               | Сталінська область           | Куйбишевський                        | 1-й секретар Сталінського обкому КПУ                                                                                                  | 22 листопада 1953 дообраний, 15 січня 1954 повноваження затверджені   |
| Рожанчук Микола Михайлович           | Полтавська область           | Полтавський сільський                | Голова виконкому Полтавської обласної ради                                                                                            | 28 лютого 1954 дообраний, 16 червня 1954 повноваження затверджені     |